# توماس أدكوك
توماس أدكوك (بالإنجليزية: Thomas Adcock)‏ (1 مايو 1947، ديترويت في الولايات المتحدة)؛ صحفي، كاتب وروائي أمريكي.